# Ernesto Alterio Bacaicoa
Ernesto Alterio Bacaicoa (Buenos Aires, 25 de setembre de 1970) és un actor de cine hispano-argentí.

## Biografia
És fill d'una psicòloga i de l'actor Héctor Alterio, qui a causa del seu activisme polític esquerrà es va veure obligat a abandonar Argentina després del cop d'estat, produït molt poc temps després del naixement de la germana d'Ernesto, Malena Alterio.
Instal·lats a Espanya, Ernesto no va patir el desarrelament que duu aparellat l'exili, encara que sí la desorientació típica de l'adolescent a la recerca de construir la seva pròpia vida. Va fer ciències per a ser biòleg, i ho va deixar per la carrera d'Història en la qual va durar dos anys, negant la seva vocació artística. Ernesto patia, tenia pudor de ser actor davant el seu pare.
Finalment, va estudiar Art Dramàtic amb Cristina Rota i Daniel Sánchez. Per a completar els seus estudis va cursar classes de dansa amb Agustín Belusci. En l'escola de Cristina Rota va entaular amistat amb Nathalie Poza, Guillermo Toledo i Alberto San Juan, amb qui va fundar el grup teatral Ración de Oreja, companyia amb la qual va representar l'obra teatral Animalario en 1996. En conèixer a Andrés Lima -germà de Lola Dueñas i fill de Nicolás Dueñas- que tenia ja el seu propi grup d'actors, van decidir fusionar ambdues companyies. El resultat final va ser Animalario, que prenia el seu nom de la primera obra representada. Amb ella van escenificar obres com Que te importa amor o El fin de los sueños. La companyia pretenia realitzar funcions crítiques amb la societat del seu temps. D'aquesta manera el nom d'Ernesto es va vincular amb una joventut progressista, reivindicativa, compromesa en la política i amb certs aires contestaris.
En aquells dies la carrera cinematogràfica de l'actor començava a despegar amb petits papers en pel·lícules com Mi nombre se sombra, Tengo una casa, Morirás en Chafarinas, Belmonte, Más amor que frenesí, Dos por dos... El seu pare li va fer una recomanació de la qual Ernesto va prendre nota: dur una cadira al rodatge que li servís per a asseure's durant els interminables descansos... En televisió havia acceptat petits treballs en sèries com El joven Picasso, Lleno por favor, Colegio mayor, Los ladrones van a la oficina y Todos los hombres sois iguales.
El 1998 va unir la seva signatura a un manifest que exigiria el cessament de la neteja ètnica de Slobodan Milosevic, el cessament de bombardejos de l'OTAN i la substitució de les forces militars i grups armats a Kosovo per una pau composta per cascos blaus manats per l'ONU. Pere Ponce, Santiago Ramos, Alberto San Juan, Pilar Bardem, Manuel Galiana, Juan Diego Botto, María Botto, Juan Luis Galiardo i altres actors també es van comprometre en la causa.
Ernesto acabava d'estrenar la seva primera pel·lícula comercial com a protagonista, Fernando Colomo l'havia cridat per a protagonitzar al costat de Jordi Mollà i Juan Echanove. La cinta es titulava Los años bárbaros, inspirada en la vida de l'historiador Nicolás Sánchez-Barnús, qui a la fi dels anys quaranta va escriure en la façana de la Universitat de Filosofia i Lletres de la Complutense Visqui la universitat lliure!, sent enviat a la Vall dels Caiguts, des d'on va emprendre la seva fugida cap a França. El personatge d'Ernesto (Jaime) oferia una imatge d'adolescent culte, sensible, que s'enamorava d'una anglesa que li ajudava en la fugida.
Colomo el va tornar a fitxar per El cuarteto de La Habana, film rodat íntegrament amb una steady cam, i com l'anterior -i com pràcticament tota la filmografia del realitzador- contenia cert discurs a favor de l'intercanvi cultural i els avantatges del cosmopolitisme. Si hi sumem el fet que el seu paper era el d'un caradura que es lligava tota dona que es trobava, Ernesto començava a concretar més el seu perfil d'intèrpret donat a representar a una joventut que emmalaltia d'una vida afectiva inestable i que sofria una deriva emocional que li feia actuar amb certa immaduresa. Un llargmetratge anterior, sota les ordres de Chus Gutiérrez, Insomni redundava en aquesta tendència.
Finalitzat el rodatge de la seva segona pel·lícula amb Colomo, Ernesto va rebre la notícia de la seva candidatura al Premi Goya al millor actor revelació. En aquells dies ja tenia pendent d'estrena un film de Mariano Barroso, Los lobos de Washington, en el qual l'actor interpretava a un home de mentalitat molt limitada però voluntariós en els seus quefers diaris. A l'any següent al Marroc va repetir l'experiència amb Barroso en Kashbah, inspirada en Centaures del desert, en el qual el personatge d'Ernesto buscava a una jove desapareguda que no desitjava ser trobada.
L'any 2001 Carlos Saura el va contractar per a encarnar a un Salvador Dalí turmentat pel record d'un pare dominant, en Buñuel y la mesa del rey Salomón. Ernesto va viure el rodatge, igual que l'Adrià Collado (encarregat de donar vida a Federico García Lorca), desconcertat pel tarannà experimental de la cinta i la inconcreció de les indicacions de Saura. Fos com fos, el director aragonès va rebre les pitjors crítiques de la seva carrera en el Festival de Cinema de Sant Sebastià mentre els seus intèrprets van rebre elogis, tot i mostrar-se Ernesto insatisfet del seu treball per més que admirés l'entusiasme del responsable de la pel·lícula.
Per retornar a un terreny més còmode va estrenar sota l'adreça de Cristina Rota, l'obra teatral de Tom Stoppard Rosencrarz i Guilderstein han muerto. Juan Diego Botto i Roberto Dragó elvan acompanyar sobre les taules.
El 2002 va acceptar un petit paper a Desig, realitzada per Gerardo Vera, en la qual va interpretar a Julio, un republicà empresonat que després d'obtenir la llibertat trobà a la seva dona enamorada d'un nazi. Leonor Watling, Leonardo Sbaraglia, Emilio Gutiérrez Caba, Cecilia Roth i Rosa María Sardà van completar el repartiment.
Aquell mateix any va protagonitzar El otro lado de la cama, pel·lícula d'Emilio Martínez Lázaro que reprenia de Tots diuen I Love You (Woody Allen, 1997) i Treballs d'amor perduts (Kenneth Branagh, 2000) una concepció costumista del musical, en el qual prevalia la importància de les emocions dels personatges sobre l'estilisme de les coreografies. A fi d'aquest intent de voler modernitzar el panorama espanyol procurant l'homologació de la seva imatge amb la d'altres països, la història de dos amics que es fiquen al llit amb la promesa de l'altre va recollir bones crítiques i va ser un èxit de taquilla. La pel·lícula de Martínez Lázaro va reincidir en aquesta imatge d'inestabilitat emocional característica de la majoria dels treballs d'Ernesto, qui va obtenir una candidatura als premis de la Unión de Actores. Els seus antics companys d'Animalario, Guillermo Toledo i Alberto San Juan, a causa del triomf arribat amb el film, van ser seleccionats per a presentar uns Premis Goya on es va llançar reiteradament el crit del No a la guerra. Encara que Ernesto no va participar en la gal·la, sí que es va apuntar a les mobilitzacions contra la guerra de L'Irak a Madrid.
A l'any següent, el guionista de El otro lado de la cama, David Serrano, debutava com a realitzador en Dias de futbol, la història d'un grup de perdedors. Serrano va confiar a Ernesto el paper més important, Antonio, un ex-yonqui i ex-presidari reciclat a taxista i amb ànim d'estudiar psicologia que apuntava als seus amics (interpretats per Alberto San Juan, Secún de la Rosa, Pere Ponce i Fernando Tejero) a una lliga de futbol amb la finalitat de reactivar la seva mediocre vida. L'Ernesto va aconseguir una candidatura als Fotogramas de Plata i al Premi Goya a la millor interpretació masculina protagonista, que va perdre enfront a Luis Tosar. A canvi d'aquesta derrota, Ernesto va rebre al costat de la seva germana Malena, un premi que li emocionava més: lliurar el Goya d'Honor a Hector Alterio.
Aquell mateix any, Ernesto va estrenar Incautos i Muertos communes, títols als quals li van seguir tres interpretacions en les quals es va mostrar com un treintañero indecís. En la primera, El mètode, va interpretar a Enrique, un aspirant a un important lloc de treball, que feia gala d'un pèssim sentit del companyerisme i que era incapaç d'adoptar qualsevol postura. Com el Javier de Los 2 lados de la cama, en la qual era abandonat per la seva promesa (Marta: Verónica Sánchez) quedant indefens, necessitat d'afecte i que descobria el seu bisexualitat al final de la funció. O com el Serafí de Semen, una història d'amor, en la qual Ernesto va encarnar a un metge que donà el seu esperma a una jove de la qual s'havia enamorat i que no volia el bebè per a ella sinó per a la seva germana.
Precisament en aquesta última pel·lícula, l'Ernesto va treballar amb el seu pare. Van repetir l'experiència en el curtmetratge Entre nosotros -on també participaven Malena Alterio i Mariví Bilbao- i la sèrie Vientos de agua en la qual pare i fill interpretaven el mateix personatge a diferents edats, José Olaya, un miner asturià que al fer explotar una mina al costat del seu germà Andrés, al qual estava afectivament molt unit, es veu obligat a exiliar-se a l'Argentina. En aquest país roman tota la seva vida i estableix la seva pròpia família, entre ells el seu fill, obligat a buscar treball a Espanya davant la crisi econòmica que assalta el país.
L'any 2006 va néixer la seva filla Lola fruit de la seva relació amb l'actriu colombiana Juana Acosta i va rebre la seva 2a candidatura als Fotogramas de Plata.
El 2009 acceptà el paper de protagonista en la sèrie d'Antena 3, La chica de ayer. El seu personatge, Samuel Santos, és un jove que té un accident en l'any 2009 i quan es desperta ho fa el 1977.

## Filmografia
| Any  | Títol                            | Director                                       |
| ---- | -------------------------------- | ---------------------------------------------- |
| 1992 | Tanguito                         | Marcelo Piñeyro                                |
| 1995 | Tengo una casa                   | Mónica Laguna                                  |
| 1995 | Belmonte                         | Juan Antonio Bollaín                           |
| 1995 | Dos por dos                      |                                                |
| 1995 | Morirás en Chafarinas            | Pedro Olea                                     |
| 1996 | Más que amor, frenesí            | Alfonso Albacete, David Menkes i Miguel Bardem |
| 1996 | Mi nombre es sombra              | Gonzalo Suárez                                 |
| 1998 | Los años bárbaros                | Fernando Colomo                                |
| 1998 | Insomnio                         | Chus Gutiérrez                                 |
| 1999 | Los lobos de Washington          | Mariano Barroso                                |
| 1999 | El cuarteto de La Habana         | Fernando Colomo                                |
| 2000 | Kashbah                          | Mariano Barroso                                |
| 2001 | Buñuel y la mesa del rey Salomón | Carlos Saura                                   |
| 2002 | El otro lado de la cama          | Emilio Martínez Lázaro                         |
| 2003 | Días de fútbol                   | David Serrano                                  |
| 2004 | Muetros comunes                  | Norberto Ramos del Val                         |
| 2004 | Incautos                         | Miguel Bardem                                  |
| 2005 | Semen, una historia de amor      | Inés París i Daniela Fejerman                  |
| 2005 | El método                        | Marcelo Piñeyro                                |
| 2006 | Los 2 lados de la cama           | Emilio Martínez Lázaro                         |
| 2008 | Rivales                          | Fernando Colomo                                |
| 2008 | Lluvia                           | Paula Hernández                                |
| 2009 | Las viudas de los jueves         | Marcelo Piñeyro                                |
| 2011 | Amigos                           | Borja Manso                                    |
| 2011 | El Sueño de Iván                 | Roberto Santiago                               |
| 2011 | Infancia clandestina             | Benjamín Ávila                                 |
| 2012 | La montaña rusa                  | Emilio Martínez Lázaro                         |
| 2013 | ¿Quién mató a Bambi?             | Santi Amodeo                                   |
| 2015 | Incidencias                      | José Corbacho y Juan Cruz                      |
| 2016 | Rumbos                           | Manuela Burló Moreno                           |
| 2016 | El traje                         | Pablo Solarzs                                  |
| 2017 | Perfectos desconocidos           | Álex de la Iglesia                             |
| 2018 | L'ombra de la llei               | Dani de la Torre                               |
| 2019 | Lo dejo cuando quiera            | Carlos Therón                                  |
| 2020 | Te Quiero, Imbécil               | Laura Mañá                                     |
| 2020 | Crónica de una tormenta          | por anunciar                                   |
| 2020 | Orígenes secretos                | David Galan Galindo                            |
| 2020 | Un mundo normal                  | Achero Mañas                                   |

## Curtmetratges
| Any  | Títol               |
| ---- | ------------------- |
| 2001 | Desaliñada          |
| 2003 | El balancín de Iván |
| 2001 | Entre nosotros      |

## Televisió
| Any       | Sèrie                          | Paper               | Canal de televisió  |
| --------- | ------------------------------ | ------------------- | ------------------- |
| 1993      | Los ladrones van a la oficina  | Fernando            | Antena 3            |
| 1994-1995 | Colegio Mayor                  | Carlos              | Telemadrid          |
| 1996      | Todos los hombres sois iguales | Mariano             | Telecinco           |
| 2006      | Vientos de agua                | José Holaya         | Telecinco/ El Trece |
| 2009      | La chica de ayer               | Samuel Santos       | Antena 3            |
| 2011-2012 | Marco, la historia de un niño  | Carlos Gómez        | Antena 3            |
| 2017-2018 | Las chicas del cable           | Sebastián Uribe     | Netflix             |
| 2018      | Narcos: Mexico                 | Salvador Osuna Nava | Netflix             |
| 2020      | Alguien tiene que morir        |                     | Netflix             |

## Teatre
| Any  | Obra de teatre                           |
| ---- | ---------------------------------------- |
|      | Muelle del oeste                         |
|      | La boda                                  |
| 1996 | Animalario                               |
| 1996 | Qué te importa que te ame                |
| 1997 | El fin de los sueños                     |
| 2001 | Rosencratz y Guilderstein han muerto     |
| 2008 | Edipo rey (Festival de teatro de Mérida) |
| 2011 | Yo, el heredero                          |
| 2015 | Atchusss                                 |

## Premis

### Fotogramas de Plata
| Any  | Categoria              | Pel·lícula             | Resultat |
| ---- | ---------------------- | ---------------------- | -------- |
| 2006 | Millor actor de cinema | Los 2 lados de la cama | Nominat  |
| 2003 | Millor actor de cinema | Días de fútbol         | Nominat  |

#### Premis Goya
| Any  | Categoria              | Pel·lícula        | Resultat |
| ---- | ---------------------- | ----------------- | -------- |
| 2003 | Millor actor           | Días de fútbol    | Nominat  |
| 1998 | Millor actor revelació | Los años bárbaros | Nominat  |